# Chrysotypus quadratus
Chrysotypus quadratus är en fjärilsart som beskrevs av Paul E. Whalley 1971. Chrysotypus quadratus ingår i släktet Chrysotypus och familjen Thyrididae. Inga underarter finns listade i Catalogue of Life.